# Viaduc de Somplago
Le viaduc de Somplago (en italien viadotto Somplago) est un pont en poutre-caisson autoroutier de l'A23 situé à proximité de Cavazzo Carnico, en Frioul-Vénétie Julienne (Italie).

## Histoire
Construit entre 1975 et 1980, l'ouvrage porte l'A23 et franchit notamment le lac de Cavazzo. Mesurant 1 239,60 m, le pont dispose de 20 travées de longueurs 2 × 51,00 m + 18 × 63,20 m.